# Fausto Pepe
Fausto Pepe (Benevento, 19 aprile 1963) è un ingegnere e politico italiano, consigliere comunale a Benevento dal 1996, ricopre incarichi nella commissione urbanistica, nella commissione lavori pubblici e nel settore dei servizi sociali della sua città, fino a ricoprire la carica di sindaco di Benevento dal 2006 al 2016.

## Biografia

### Studi e vita familiare
Nato e cresciuto a Benevento, Fausto Pepe ha sposato nel 1993 Silvia Ullo ed ha due figli, Filippo e Giorgio.
Ha frequentato dapprima il liceo scientifico Gaetano Rummo di Benevento e successivamente l'Università degli Studi di Napoli Federico II dove si è laureato in ingegneria civile con  107/110.

### Carriera professionale
Dopo aver conseguito l'abilitazione all'esercizio della professione di ingegnere nel 1992 è stato C.T.U. (Consulente Tecnico di Ufficio) per il Tribunale di Benevento.
Nell'ottobre del 1999 è stato incaricato quale Responsabile della Direzione del Settore Tecnico per il Comune di Morcone, a seguito di conferimento incarico con Decreto Sindacale del 12 ottobre 1999 ai sensi dell'art.6, comma 4, legge n.127/1997 e del Regolamento Comunale sull'Organizzazione degli Uffici e dei Servizi, carica che ricoprirà sino al maggio 2006. 
Da aprile 2004 a gennaio 2005 è nominato componente della CAV (Commissione di Alta Vigilanza sui PTTA 94/96, Piano Triennale Tutela Ambientale, istituita con deliberazione di Giunta Regionale n.8826 del 22 novembre 1998), con Decreto del Presidente della Giunta Regionale della Campania, lavorando sull'analisi, il controllo e l'approvazione dei progetti inerenti al risanamento ambientale in Regione Campania. 
Nel gennaio 2005 viene nominato Direttore Dipartimentale dell'ARPAC (Agenzia Regionale per la Protezione Ambientale della Campania) per Benevento e provincia, e si occupa di tutte le attività inerenti agli aspetti direttivi, gestionali e tecnici relativi alla sua carica. 

#### Esperienze presso Pubbliche Amministrazioni
- Componente Commissione edilizia Comune di Frasso Telesino (1996)
- Componente Commissione ex L.219/81 Comune di Benevento (1994-1996)
- Componente Commissione ex L.219/81 Comune di Morcone (1997-1999)
- Consulente Tecnico e Tecnico-Amministrativo presso il Comune di Calvi (1997)
- Responsabile della sicurezza in fase di esecuzione per la A.S.L. BN 1 (1999-2001)
- Responsabile della Direzione del Settore Tecnico per il Comune di Morcone dal 12 ottobre 1999 al 28 maggio 2006 con Decreto Sindacale del 12 ottobre 1999 ai sensi dell'art.6, comma 4, legge n.127/1997 e del Regolamento Comunale sull'Organizzazione degli Uffici e dei Servizi, con compiti specifici urbanistico, lavori pubblici, manutenzioni, legge 219/81.
- A tutt'oggi continua a svolgere la funzione di Responsabile utc presso vari enti.

### Carriera politica
La sua attività politica comincia tra le file della Democrazia Cristiana nell'area culturale dossettiana del partito, la cosiddetta "corrente di sinistra" della DC.
Entra a far parte del consiglio comunale di Benevento nel 1996 a seguito delle elezioni comunali di quell'anno. Successivamente viene rieletto nel 2001. In consiglio comunale a Benevento fa parte della Commissione Urbanistica, della Commissione Lavori Pubblici e di quella dei Servizi Sociali. 
Alle elezioni comunali del 2006, sostenuto dalla coalizione di centro-sinistra "L'Unione", vince le elezioni contro il sindaco uscente Sandro Nicola D'Alessandro al primo turno ottenendo oltre il 56% delle preferenze, diventando sindaco di Benevento e insediandosi il 30 maggio.
A luglio 2009 abbandona i Popolari UDEUR di Clemente Mastella che nel frattempo lascia il centro destra e aderisce ufficialmente al Partito Democratico, confermando la sua permanenza nel centro sinistra.
Nelle elezioni comunali di Benevento del maggio 2011 si ricandida come sindaco uscente del PD e viene riconfermato primo cittadino di Benevento con il 51.7% delle preferenze.
Tale ruolo a livello politico amministrativo lo porta alla nomina di componente della segreteria di Presidenza dell'Associazione Nazionale Comuni Italiani.
Tra le attività correlate alla carica partecipa periodicamente alle assemblee dell'ATO Calore Irpino (Autorità Ambito Territoriale Ottimale 1 Campania), che consorzia 117 comuni della provincia di Avellino e 195 comuni della provincia di Benevento.

#### Come Sindaco di Benevento
Nell'arco del suo mandato, tra gli obiettivi inizialmente posti nel programma elettorale, sono stati conseguiti:
- I lavori di riqualificazione dello stadio di Santa Colomba, oggi stadio Ciro Vigorito, con il conseguimento dell'agibilità che mancava da 27 anni[9]

- L'approvazione del nuovo PUC (Piano Urbanistico Comunale) dopo 30 anni[10]

- L'iscrizione alla Lista dei patrimoni dell’umanità dell'UNESCO nel giugno del 2011 per la Chiesa di Santa Sofia di Benevento come parte del sito seriale "Longobardi in Italia: i luoghi del potere”[11]

- Il raggiungimento del 65% di raccolta differenziata in soli quattro anni attraverso il porta-a-porta[12]

Durante il suo mandato come primo cittadino, tra i più importanti provvedimenti c'è il Riconoscimento dei debiti fuori Bilancio ai sensi del Testo Unico Enti Locali. Nel luglio 2014 sono state chiuse transazioni per circa 5 milioni di euro, partendo da un valore originario di circa 6 milioni e 500 000 con i creditori del Comune di Benevento, con un risparmio considerevole per le casse comunali del 20% circa.
- la creazione del parco 'Spina Verde ' nel rione libertà[14].

- la ristrutturazione con annessione di Fontana nella piazza della stazione centrale, così come nella poco distante piazza Bissolati[15]

- L'installazione di telecamere nella ZTL del centro storico[16].

Nel 2013 viene coinvolto in un'indagine che ipotizza i reati di concussione anche elettorale, corruzione, truffa aggravata, turbative di gare, frodi nelle pubbliche forniture, falsità ideologiche, abusi di ufficio e frodi fiscali tramite l’emissione di fatture false.
È stato assolto da tutto.. 
Nella seduta del 15 settembre 2014 del Consiglio Comunale di Benevento, la maggioranza ha approvato ulteriori debiti fuori Bilancio. In questo modo mancano poco più di 2 milioni per sanare l'intero debito.
Nel giugno 2015, ha organizzato il primo gay pride nella città di Benevento, ma non parteciperà alla parata, suscitando ostilità agli ambienti LGBT.
Nel dicembre 2015 il sindaco e due dirigenti vengono condannati dalla Corte dei Conti per la nomina, dichiarata illegittima, di un altro dirigente. A tale sentenza è stato proposto ricorso che ha vinto ed è stato assolto in via definitiva.